# Métro léger de Gold Coast
Le métro léger de Gold Coast (aussi appelé G:link) est un réseau de métro léger toujours en construction et qui dessert la ville de Gold Coast, en Australie. L'inauguration de la première partie de 7,3 km a eu lieu le 20 juillet 2014. Une extension de ce réseau jusqu'à Helensvale (en) a été réalisée pour les Jeux du Commonwealth de 2018.

## Réseau actuel

### Aperçu général
La première étape comprend la création d'une ligne de métro léger de 13 km de long reliant l'Université Griffith à Broadbeach. Les centres d'activités de Southport et Sufers Paradise seront dès lors connectés.
La ligne fut critiquée par la Chambre de Commerce de Southport, selon laquelle elle affecterait négativement les affaires et la clientèle du centre des affaires.

### Stations
- Helensvale
- Parkwood
- Parkwood East
- Gold Coast University Hospital (en)
- Griffith University
- Queen Street
- Nerang Street
- Southport
- Southport South
- Broadwater Parklands
- Main Beach (en)
- Surfers Paradise North
- Cypress Avenue
- Cavill Avenue
- Surfers Paradise
- Northcliffe
- Florida Gardens
- Broadbeach North
- Broadbeach South

Une extension de 6,4 km est prévue jusqu'à Burleigh Heads.